# Cyrkuł chełmski
Cyrkuł chełmski (niem. Chelmer Kreis) – jednostka administracyjna Cesarstwa Austrii w latach 1796–1803, należąca do kraju koronego Nowa Galicja. Siedzibą cyrkułu była Chełm.
Cyrkuł powstał zasadniczo na części obszaru zagarniętego przez Austrię wskutek III rozbioru Polski (1795). Jednak najdalej na południe wysunięte pasmo obszar Austrią zagarnęła po raz pierwszy już po I rozbiorze (1772). Obszar ten pozostawał w granicach Austrii (cyrkułu bełskiego w Królestwie Galicji i Lodomerii) przez cztery lata (1772–1776), po czym na mocy porozumienia zawartego 9 lutego 1776 roku, Austria przekazała go z powrotem Polsce. Tam przetrwał do III rozbioru, kiedy ponownie został zaanektowany przez Austrię, jako część Nowej Galicji. Obszar ten obejmował:
- miasta Kraśniczyn i Wojsławice z przyległymi terenami (powróciły w 1776 do Ziemi Chełmskiej województwa ruskiego);
- miasto Dubienka z przyległymi terenami (powróciła w 1776 do województwa bełskiego[2]).

## Historia

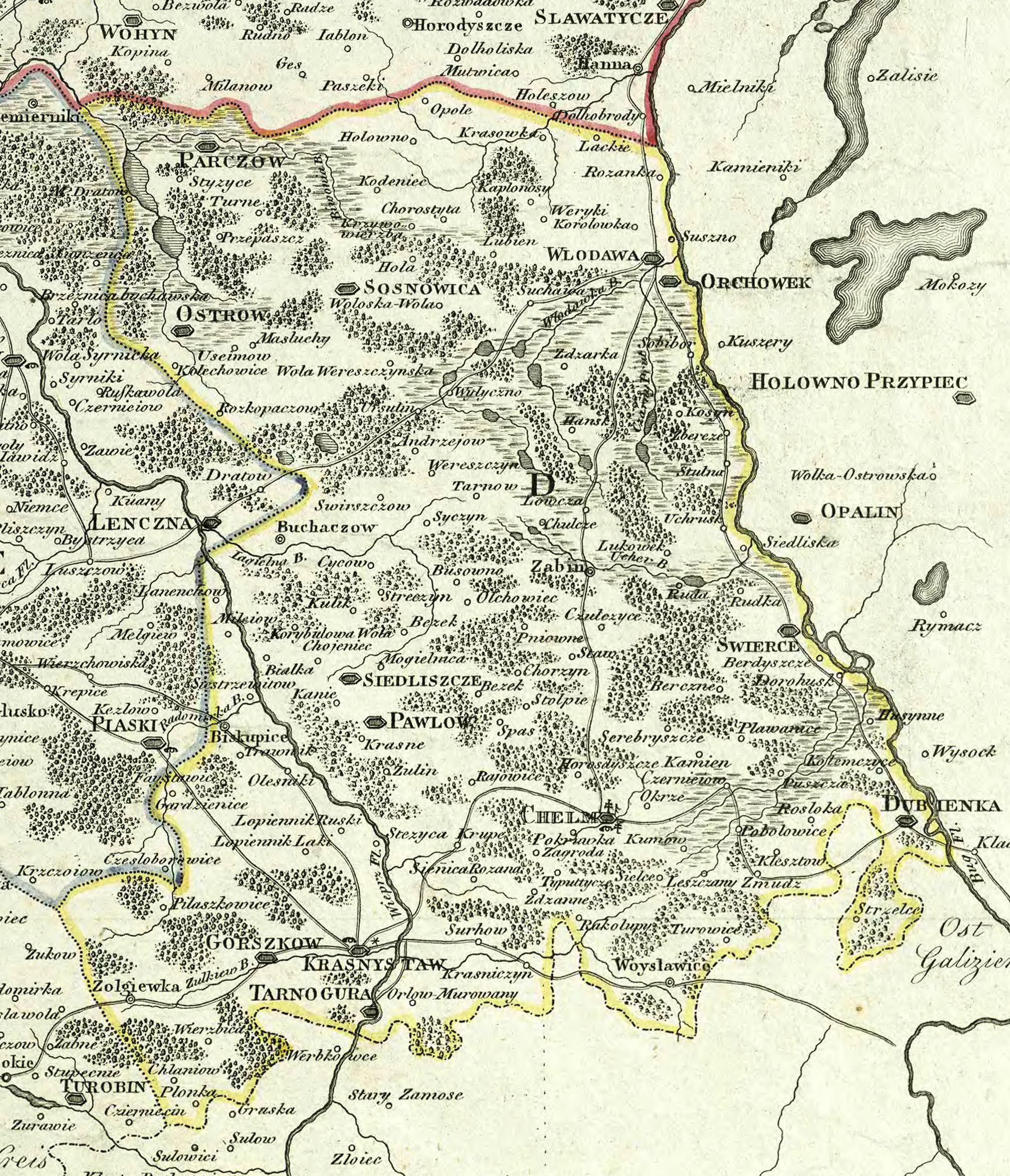
Mapa cyrkułu chełmskiego w 1803

Cyrkuł chełmski był jednym z 12 cyrkułów Nowej Galicji, podporządkowanych Zachodnio-Galicyjskiej Nadwornej Komisji Urządzającej, a od 1797 Gubernium Krajowemu dla Galicji Zachodniej w Krakowie.
- Miasta (1803): Chełm, Dubienka, Gorzków, Krasnystaw, Orchówek, Ostrów, Parczew, Pawłów, Puchaczów, Siedliszcze, Sosnowica, Świerże, Tarnogóra, Włodawa;
- Miasteczka (1803): Biskupice, Izbica, Rejowiec, Sawin, Wojsławice, Żółkiewka[3][4].

Na podstawie dekretu cesarza Franciszka II z 13 maja 1803, z dniem 1 listopada 1803 Nowa Galicja została podporządkowana  Gubernium Galicji we Lwowie. Wtedy też dokonano zmniejszenia liczby cyrkułów o połowę łącząc ze sobą sąsiednie cyrkuły. Każdy cyrkuł był podzielony na trzy okręgi. Zniesiony cyrkuł chełmski wszedł wtedy (wraz ze zniesionym dotychczasowym cyrkułem bialskim) w skład nowego cyrkułu włodawskiego z siedzibą w Białej. Został podzielony na okręgi Biała, Chełm i Włodawa.